# Капет Сильвий
Капет Сильвий (лат. Capetus Silvius) — мифический царь Альба-Лонги. По одной из версий, эпоним Капитолийского холма в Риме.

## Биография
Согласно преданию, Альба-Лонга была основана Асканием как колония Лавиния. Город был столицей Латинского союза и важным религиозным центром. Альбой-Лонгой правили цари из рода Сильвиев, потомки брата или сына Аскания. Из этой династии, по материнской линии, происходили близнецы Ромул и Рем — основатели Рима. Французский историк XVIII века Луи де Бофор первым высказал мнение об искусственности списка. Эта гипотеза была поддержана последующими учёными и остаётся общепризнанной. Считается, что список служил для заполнения трёхсотлетней лакуны между падением Трои и основанием Рима. Археологические открытия XX века позволяют судить, что список был сформирован Квинтом Фабием Пиктором или кем-то из его предшественников. По мнению антиковеда Александра Грандаззи, первоначальный список был создан в середине IV века до н. э.
Капет в римской мифологии был потомком Энея и восьмым царём Альба-Лонги. Он наследовал своему отцу Капису Сильвию. Преемником Капета стал его сын Тиберин Сильвий. Согласно Дионисию Галикарнасскому, Капет Сильвий правил в течение 13 лет. Антиковед Р. Ларош считает это число искусственным, указывая на магическое значение числа 13. Также исследователь отмечает, что правления четырёх царей, Атиса, Каписа, Капета и Тиберина, суммарно длились 75 лет, что составляет ровно два с половиной поколения по тридцать лет.

## Этимология имени

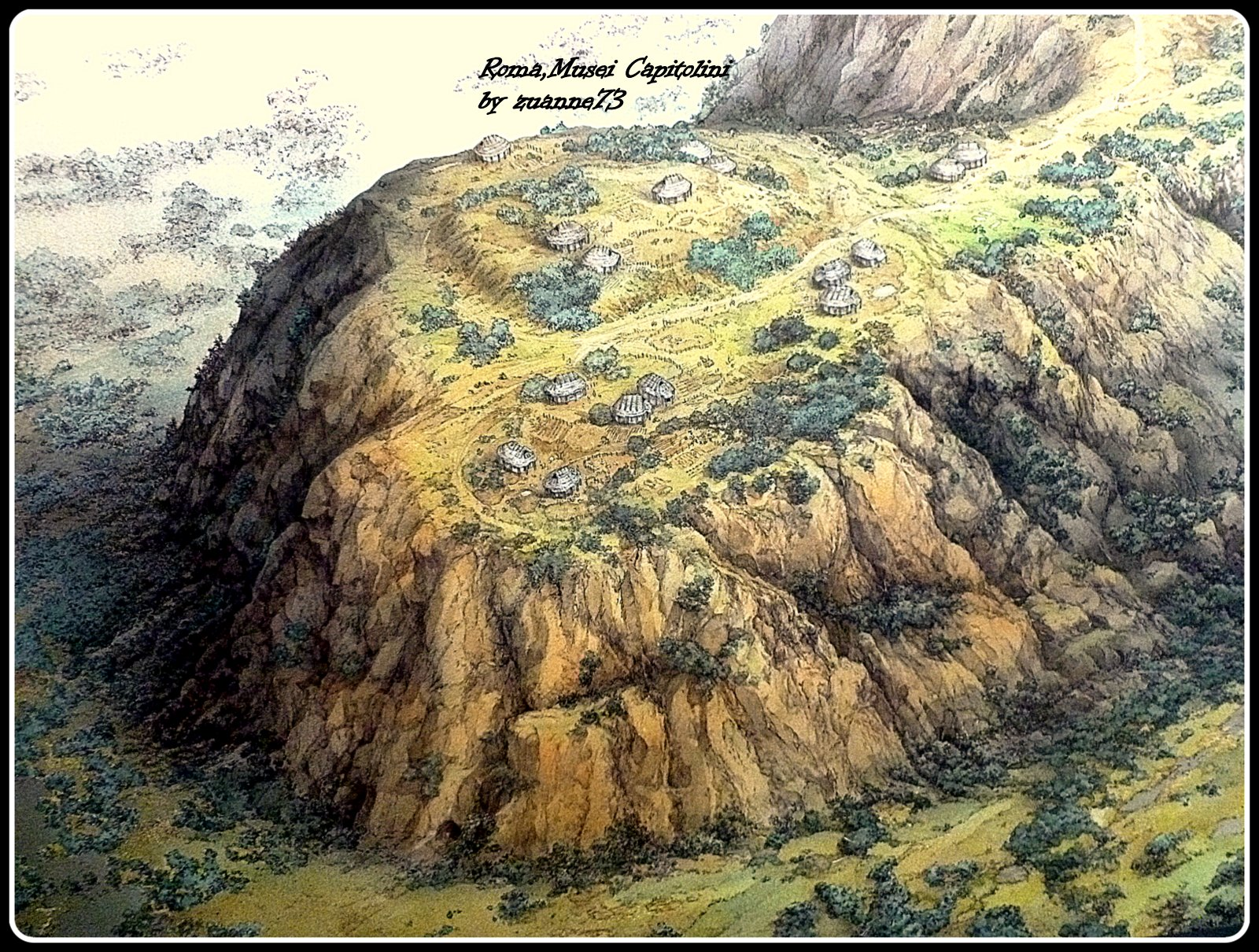
Капитолийский холм, до постройки храма, в представлении современного художника

Тит Ливий, Овидий в «Метаморфозах» и «Первый Ватиканский мифограф» называют царя Капет. Дионисий Галикарнасский, Диодор Сицилийский и Овидий в «Фастах» приводят другой вариант имени — Кальпет. В более поздних работах встречаются варианты Карпентис («Хроника Евсевия»), Карпентий («Chronographeion Syntomon»), Кампей («Хронограф 354 года») и Циден («Excerpta Latina Barbari»). Дион Кассий его пропускает.
Имя Капета встречается во всех древних списках альбанских царей. Высказывалось много разных теорий о происхождении его имени. К. Трибер связывал Капета/Кальпета с римским родом Кальпурниев, из которого происходила третья жена Гая Юлия Цезаря. По иной версии, в Капете видели персонификацию Капитолийского холма, подобно тому как Тиберин Сильвий и Авентин Сильвий персонофицируют другие топонимы Рима. Ещё один топоним, с которым связывают Капета Сильвия — Капенские ворота.
А. Грандаззи считает, что образ Капета Сильвия возник в результате ошибки кого-то из римских историков, допущенной при работе с источниками на древнегреческом. По его предположению, изначальный греческий текст был подобен тексту, который приведён в работе Диона Кассия: 

 Латин, чьим сыном был Капис, Каписа сыном был Тиберин.
Оригинальный текст (др.-греч.)Λατῖνος, οὖ Κάπης, Κάπητος δὲ παῖς Τιβερῖνος.

Римский историк, плохо знавший греческий язык, мог интерпретировать слово др.-греч. Κάπητος  как имя ещё одного царя. Р. Хард отмечает, что это имя лишь единожды упоминается в древнегреческой мифологии. Согласно поэме «Великие Эои», так звали седьмого жениха Гипподамии, убитого Эномаем.

## Надпись

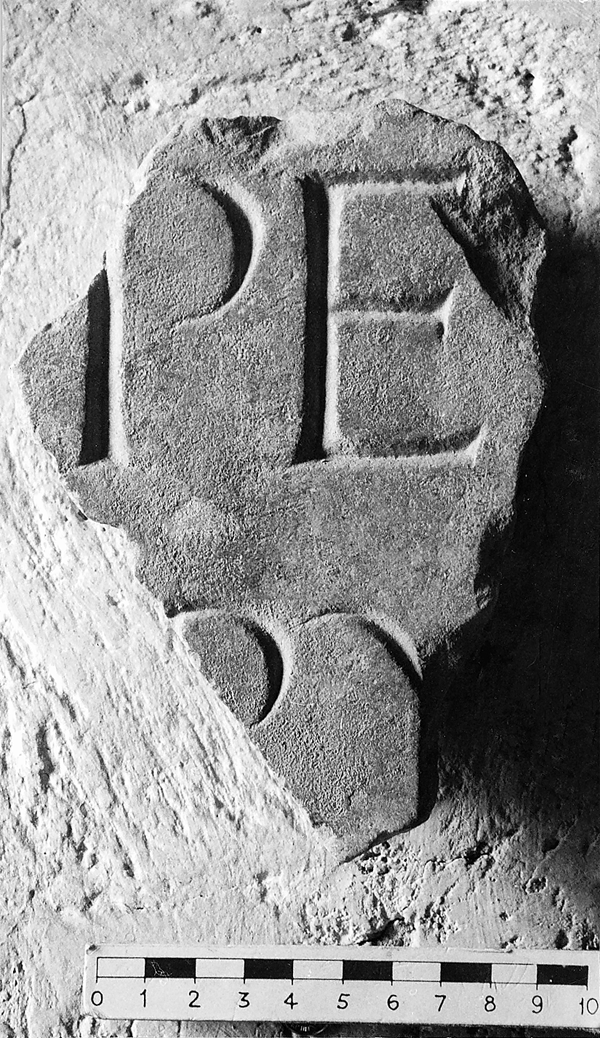
Осколок надписи с базы статуи Капета Сильвия

Статуя Капета Сильвия была установлена на Форуме Августа вместе со статуями остальных царей Альба-Лонги. Во время раскопок Форума был найден осколок надписи с основания этой статуи. Текст надписи был реконструирован на основании анализа всех найденных осколков. Предположительно он выглядел так: 

[Каль]пе[т Сильвий]
[Ка]пи[са Сильвия с(ын)]
[Альбой правил 13 ле(т)]
[девятый Латинский царь].
Оригинальный текст (лат.)[Cal]pe[tus Silvius]
[Ca]py[is Silvii f(ilius)]
[Albae regnavit ann(os) XIII]
[nonus Latinorum Rex].

### Комментарии
1. ↑  др.-греч. Κάπης в генетиве